# ريان ماكجيفرين
ريان ماكجيفرين (بالإنجليزية: Ryan McGivern)‏ (8 يناير 1990 بنيوري في المملكة المتحدة - ) هو لاعب كرة قدم بريطاني في مركز الدفاع. شارك مع منتخب أيرلندا الشمالية تحت 17 سنة لكرة القدم ومنتخب أيرلندا الشمالية تحت 19 سنة لكرة القدم ومنتخب أيرلندا الشمالية تحت 21 سنة لكرة القدم ومنتخب إيرلندا الشمالية لكرة القدم من الدرجة الثانية ‏ ومنتخب أيرلندا الشمالية لكرة القدم. أما مع النوادي، فقد لعب مع بورت فايل وكريستال بالاس وليستر سيتي ومانشستر سيتي ونادي بريستول سيتي ونادي هيبرنيان ونادي والسول ونادي موركامب.

## وصلات خارجية
- ريان ماكجيفرين على موقع قاعدة بيانات كرة القدم.إي يو (الإنجليزية)
- ريان ماكجيفرين على موقع ناشيونال فوتبول تيمز (الإنجليزية)
- ريان ماكجيفرين على موقع Soccerbase.com (لاعب) (الإنجليزية)
- ريان ماكجيفرين على موقع Soccerway.com (الإنجليزية)
- ريان ماكجيفرين على موقع عالم كرة القدم.نت (الإنجليزية)